# 坎捷米罗夫卡站
坎捷米爾站（羅馬化：Kantemirovskaya）是莫斯科地鐵的一個車站，位於莫斯科南部。坎捷米爾站是莫斯科河畔線的車站，開通於1984年12月30日，但開通之後很快就因為洪水關閉。1985年2月9日重新開放。